# Zettmannsdorf
Zettmannsdorf ist ein Gemeindeteil der Gemeinde Schönbrunn im Steigerwald im oberfränkischen Landkreis Bamberg in Bayern.

## Geografie
Das Dorf liegt am Mittellauf der Rauhen Ebrach, 1,5 Kilometer östlich von Halbersdorf und einen Kilometer westlich von Oberneuses an der Staatsstraße 2779.

## Geschichte
Erstmals urkundlich erwähnt wurde Zettmannsdorf im Jahre 1126 als „Scitemulesdorf“. Im Deutschen Bauernkrieg 1525 wurden Schloss und Dorf zerstört, aber bald wieder aufgebaut.
Im Zuge der Gebietsreform in Bayern wurde der Ort am 1. Mai 1978 mit dem Ortsteil Fröschhof nach Schönbrunn im Steigerwald eingemeindet.

### Kirche
Zettmannsdorf gehört zur katholischen Pfarrei Schönbrunn. Die Dorfkapelle wurde 1894 errichtet. Sie ist in die Denkmalliste eingetragen, ebenso ein ihr gegenüber aufgerichtete Kruzifix aus der zweiten Hälfte des 19. Jahrhunderts. 

## Brauerei
In Zettmannsdorf besteht die Brauerei Seelmann. 

## Vereine
Auch in Zettmannsdorf sorgt die Freiwillige Feuerwehr für den Brandschutz und die allgemeine Hilfe. Zusammen mit dem Nachbarort Oberneuses besteht der Sportverein DJK Zettmannsdorf/Oberneuses. Weiter gibt es einen Obst- und Gartenbauverein, die Schützenkapelle, den Schützenverein Hofer und einen Zweigverein des Steigerwaldklubs.